# Де Вале, Морис
Морис де Вале (фр. Maurice De Waele; 27 декабря 1896, Ловендегем, Бельгия — 14 февраля 1952, Малдегем, Бельгия) — бельгийский профессиональный шоссейный велогонщик в 1922-1931 годах. Победитель велогонки «Тур де Франс» (1929). 

## Достижения

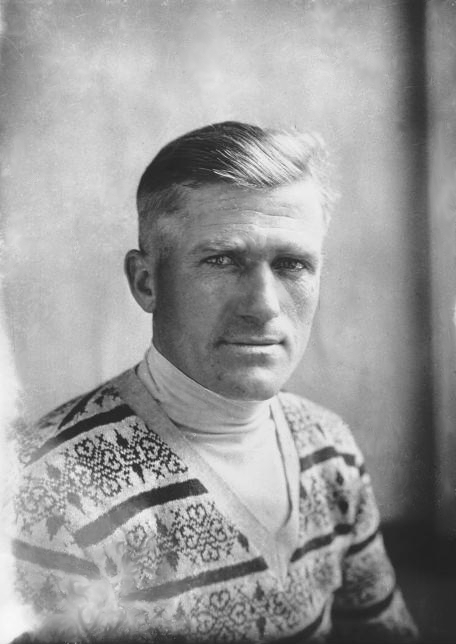
Морис де Вале на Тур де Франс 1929

1922
1-й  Чемпион Бельгии по циклокроссу
2-й Схелдепрейс
1923
2-й Париж — Брюссель
2-й Чемпионат Бельгии — Групповая гонка
2-й Схелдепрейс
1924
1-й Circuit des villes d'eaux d'Auvergne — Генеральная классификация
1-й — Этап 1
1-й — Этап 2 Тур Бельгии
1925
2-й Тур Бельгии — Генеральная классификация
1-й — Этап 1
2-й Чемпионат Фландрии 
7-й Париж — Рубе
1926
2-й Париж — Сент-Этьен
2-й Париж — Лонгви
1927
2-й Тур де Франс — Генеральная классификация
1-й — Этапы 2 и 13
3-й Тур Фландрии
3-й Париж — Брюссель
1928
1-й Тур Страны Басков — Генеральная классификация
1-й — Этап 2
2-й Бордо — Париж
3-й Тур де Франс — Генеральная классификация
1-й — Этапы 8 и 2
1929
1-й  Тур де Франс — Генеральная классификация
1-й — Этап 20
1-й Тур Страны Басков — Генеральная классификация
1-й — Этап 3
2-й Тур Бельгии — Генеральная классификация
1-й — Этап 4
2-й Париж — Брюссель
3-й Чемпионат Фландрии 
1931
1-й Тур Бельгии — Генеральная классификация
5-й Тур де Франс — Генеральная классификация

## Статистика выступлений

### Гранд-туры
| Гранд-тур    | 1927 | 1928 | 1929 | 1930 | 1931 |
| ------------ | ---- | ---- | ---- | ---- | ---- |
| Тур де Франс | 2    | 3    | 1    | —    | 5    |

| — | Не участвовал |